# 爆笑チャレンジャー
爆笑チャレンジャーは、オランダで製作・放映されているバラエティ番組である。

## 概要

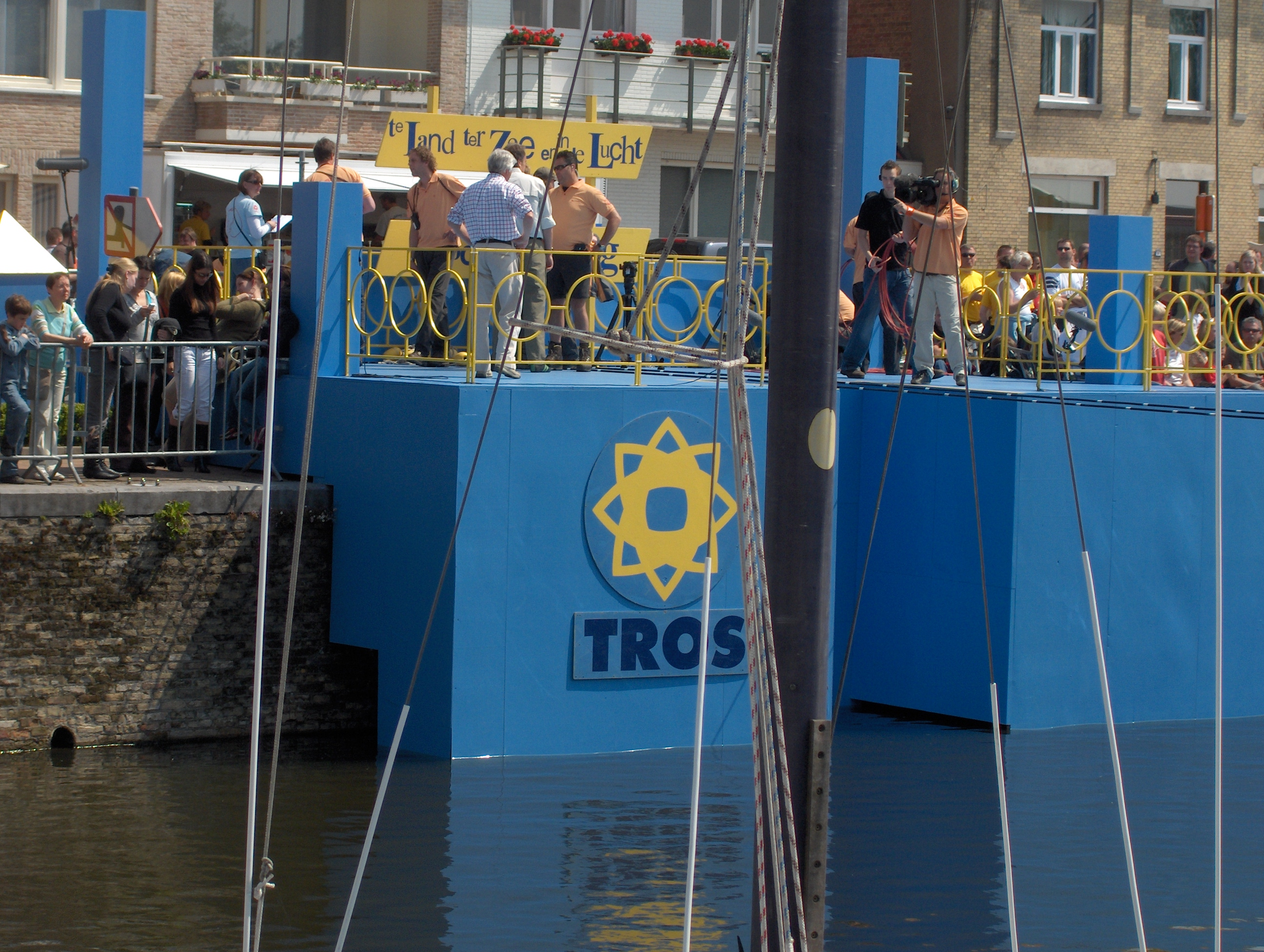
爆笑チャレンジャー

爆笑チャレンジャー（元タイトル Te land, ter zee en in de lucht）は、オランダ公共放送の加盟局でもあるテレビ局TROS（現AVROTROS）が製作し、1971年から続いている、オランダで最も長寿かつ有名となっているとされるバラエティ番組である。
タイトルの Te land, ter zee en in de lucht は、英語では、On land, at sea and in the air となり、日本語に直すと『陸上、海上そして空中』というような意味である。
番組のコンセプトは、日本の風雲たけし城、アメリカのワイプアウトのような、視聴者参加型のアトラクションバラエティ番組である。鳥人間コンテストやSASUKEのような真剣さは少なく、どちらかといえばコメディー色が強い。
競技の種類は多いが、典型的なパターンとしては、水上に設置されたコースの上を、参加者が自作した乗り物（改造した自転車など）で通過し、転落せずゴールにたどり着くことを競う、というパターンが多い。2010年からは、ベルギーの民放テレビ局VTMが、番組制作に協力している。
日本では1990年代頃に、サンテレビなど一部のテレビ局において、雨天で野球が中止になった時の雨傘番組などとして、『爆笑チャレンジャー』というタイトルで不定期に放送されていた。日本放送版では、ナレーションを小野健一、堀内賢雄が担当。